# فلیپرا
فلیپرا (اینفواکس سابق) یک موتور جستجوی اجتماعی است و ۱۱ زبان مختلف را پشتیبانی می‌کند.
بنیان‌گذاران این شبکه اجتماعی دو هندی به نام‌های جاناتان سیردارت و ویجی کرشنان هستند که هر دو فارغ‌التحصیل دانشگاه استنفورد هستند.